# Holoparamecus lyratus
Holoparamecus lyratus is een keversoort uit de familie zwamkevers (Endomychidae). De wetenschappelijke naam van de soort werd in 1891 gepubliceerd door Edmund Reitter.